# Audhumla Corona
Audhumla Corona est une corona, formation géologique en forme de couronne, située sur la planète Vénus par 45,5° N et 12° E. Elle est localisée dans le quadrangle de Bereghinya Planitia. Elle a été nommée en référence à Audhumla, nourricière primordiale dans la mythologie nordique. 

## Géographie et géologie
Audhumla Corona couvre une surface circulaire d'environ 225 km de diamètre. 